# Капітаната
Капітаната (італ. Capitanata) — історико-географічний район на півдні Італії, що приблизно відповідає північній частині сучасного регіону Апулія (на північ від річки Офанто), назва якого походить від візантійського Італійського катепанату.
З часів Високого Середньовіччя провінція була адміністративною одиницею спочатку в Сицилійському королівстві, відтак у Неаполітанському, потім у Королівстві Обох Сицилій і нарешті була перейменована на провінцію Фоджа в об'єднаному Італійському королівстві.

## Територія

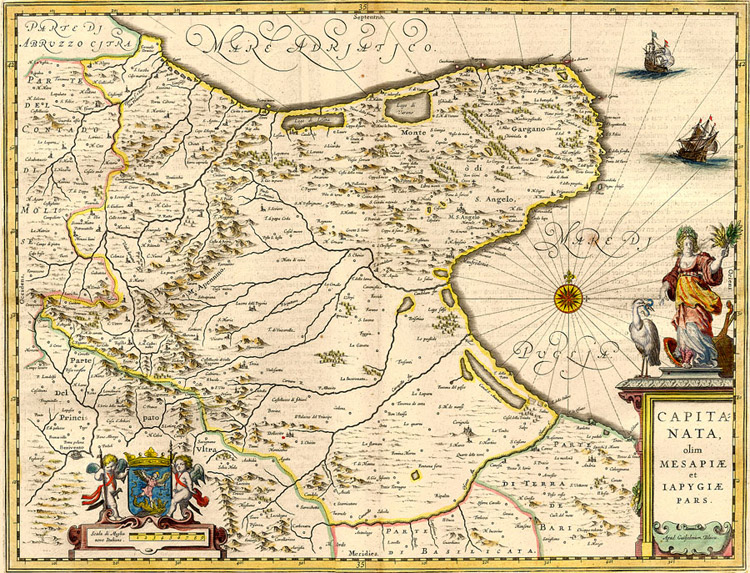
Мапа Капітанати, складена картографом Віллемом Блау в 1630 році.

Територія Капітанати мала площу біля 7 000 км² і приблизно відповідала стародавній Даунії, порівняно з якою вона була більшою на захід (де включала деякі райони, історично пов'язані з Самнієм, такі як Сан-Бартоломео-ін-Гальдо), але меншою на південь (Каноза та Веноза фактично залишалися виключеними). Географічно вона включала гори Тавольєре-делле-Апуліє, півострів Гаргано та Даунію. Разом із Терра-ді-Барі та Терра-ді-Отранто вона в загальних рисах відповідала території сучасного регіону Апулія.
Кордони були: на північному заході з графством Молізе (яке в деякі століття також залежало від Капітанати), на південному заході з Верхнім Принчипатом, на півдні з Базилікатою та на південному сході з Терра-ді-Барі.
Столицею провінції був Сан-Северо з XIV століття до 1579 року, потім Лучера до 1816 року і, нарешті, Фоджа. Його межами були графство Молізе на півночі, князівство Пізня Антика на заході та земля Барі на півдні.
Більшість населення розмовляла південноіталійськими діалектами. Однак у Вальмаджоре, серед лісистих висот гір Даунії, єдина франко-провансальська меншина в Апулії присутня з пізнього Середньовіччя, розташована в невеликих муніципалітетах Фаето та Челле-ді-Сан-Віто, тоді як арбереська меншина Казальвеккьо-ді-Апулія та К'єуті сягає XV століття.

## Походження назви
Топонім, спочатку Катапаната, походить від катапана, титула чиновника, який керував цією територією за часів Візантійської імперії. З часом, завдяки метатезі двох центральних складів терміна katepanos, було отримано kapitanos, пізніше латинізоване в capitanus, так що територіальна область, що перебувала під управлінням цього візантійського чиновника, отримала назву Capitanata, або «Земля катапана». Спочатку йшлося головним чином про субапеннінські райони, де щойно було засновано кілька нових міст (найважливішим з яких була Троя). Пізніше, в нормандську епоху, топонім «Капітаната» фактично використовувався для позначення території, розташованої на захід від Тавольєра, тоді як Гаргано став самостійною територією.

## Історія

### Заснування
У 1233 році Фрідріх II Гогенштауфен заснував Капітанату як юстиціарій (судовий округ) в межах Сицилійського королівства. Немає жодних звісток про офіційну штаб-квартиру, оскільки Мельфійські конституції встановлювали, що судді повинні бути мандрівними, як і королівський суд. У будь-якому разі, у документі того часу під назвою «Quaternus de excandenciis Capitanate» перелічено тридцять три поселення, від головних міст (Фоджа, Троя, Сіпонто) до менших центрів (Делічето, Казале-Сале); з іншого боку, інші місця, включаючи Сан-Северо та Лучеру, не згадувалися.
Здається, що у XVI столітті провінція Капітаната (яка на той час також відповідала за управління графством Молізе) мала свою столицю то в Сан-Северо, то в Лучері. Однак протягом наступних двох століть останнє місто безперебійно зберігало роль столиці до 1806 року, коли після адміністративної реформи Королівства його остаточно було передано місту Фоджа; Водночас Молізе був остаточно відокремлений від Капітанати, утворивши окрему провінцію.

### Наполеонівська реформа
У 1806 році законом 132 «Про поділ та управління провінціями Королівства», прийнятим 8 серпня Жозефом Бонапартом, територіальний поділ Неаполітанського королівства було реформовано на основі французької моделі, а феодальна система була скасована. У наступні роки (між 1806 і 1811) серія королівських указів завершила процес створення нових провінцій, визначивши муніципалітети, що до них входили, та визначивши територіальні межі й назви округів і округів, на які поділялася кожна провінція. З 1 січня 1817 року адміністративна організація була остаточно врегульована Законом про адміністративний округ провінцій Королівських володінь по цей бік Фаро від 1 травня 1816 року.
Резиденція адміністративних органів розташовувалася у Фоджі, у палаці Догана, нинішньому центрі провінції.

### Сучасна епоха
У сучасний час назва Капітаната широко використовується як синонім провінції Фоджа, для якої вона є альтернативною інституційною назвою.

### Символи
На гербі Капітанати зображено Святого Михаїла, покровителя провінції, якого шанують в Санктуарії Монте-Сант-Анджело на Гаргано.

## Адміністративний поділ
Провінція була поділена на послідовні адміністративні рівні, ієрархічно залежні від попереднього. На рівні, що одразу йде за провінцією, ми знаходимо райони, які, у свою чергу, поділялися на округи. Райони складалися з муніципалітетів, основної одиниці політико-адміністративної структури сучасної держави, до якої могли належати села, центри переважно сільського характеру.
У 1806 році Капітаната була розділена на три округи, які також називалися підінтенденціями:
- Район Фоджа ;
- Район Манфредонія ;
- Ларінський район.

У 1811 році, після адміністративно-територіальної реорганізації провінції, округ Манфредонія був скасований, а його територія частково включена до нового округу Сан-Северо, а решту — до округу Фоджа; тоді як округ Ларіно, втративши східну частину своєї території, також був переданий до новоствореного округу Сан-Северо, був відокремлений від провінції Капітаната та об'єднаний з провінцією Молізе, отримавши муніципалітети та села з округу Кампобассо, округу Ізернія та округу Васто.
Отже, Капітаната була поділена наступним чином:
- Район Фоджа;
- Район Сан-Северо;
- Район Бовіно.